# Helden der Untersee
Helden der Untersee (Q-Ships, alternative Schreibweisen „Q“-Ships, Q Ships) ist ein britischer Kriegsfilm von 1928, der den Einsatz von U-Boot-Fallen der Royal Navy im Ersten Weltkrieg thematisiert. Die deutsche Synchronfassung Blockade, die Wahrheit über den U-Bootkrieg erhielt 1929 keine Zulassung zur Aufführung. Der Film wurde 1929 in Österreich unter dem Titel Helden der Untersee aufgeführt. Der Originaltitel bezieht sich auf britische U-Boot-Fallen, die nach ihrem irischen Stationierungsort Queenstown (seit 1920 Cobh) informell als Q-Ships bezeichnet wurden.

## Handlung
Januar 1917, im Hauptquartier der deutschen U-Boote in Brügge (Zeebrügge). Der offenbar durch eine Kriegsverletzung gehbehinderte Kapitän zur See von Hagg, im Gespräch mit seinen Offizieren.
Kapitänleutnant Stockmar ist Kommandant von U 24. Er hat soeben einen  großen Frachter  vor der Südwestküste Irlands versenkt. Dort ist kein Handelsschiff mehr vor deutschen U-Booten sicher. Stockmar und sein Erster Offizier, Oberleutnant zur See Schwartz, sichten auf dem Turm von U 24 einen Dampfer. Dessen Besatzung geht in die Beiboote. Das Schiff wird von U 24 durch einen Torpedoschuss versenkt. Die britische Admiralität erfährt von dem Verlust des Schiffs. Es ist die fünfte Versenkung im Raum „G“ in wenigen Tagen.
Der US-amerikanische Passagierdampfer St. Julien wird von U 24 durch einen Schuss vor den Bug gestoppt. Die Passagiere geraten in Panik. Der Kapitän ist empört über das deutsche Vorgehen und droht indirekt mit einem Kriegseintritt der USA. Da das Schiff jedoch keine Konterbande transportiert, wird die St. Julien wieder entlassen und kann ihre Reise fortsetzen.
In Brügge wird in Anwesenheit eines Admirals gefeiert. Von Hagg verkündet, dass der Kaiser beabsichtigt, Stockmar und Schwartz zu dekorieren. U 24 kehrt in schwerer See nach Brügge zurück, Stockmar und Schwartz werden vom Admiral zur Beförderung vorgeschlagen. Auf Befehl des Kaisers beginnt am 1. Februar 1917 der uneingeschränkte U-Bootkrieg. Der Admiral ist begeistert, von Hagg dagegen bezüglich der Erfolgsaussichten skeptisch. Die USA erklären am 6. April 1917 Deutschland den Krieg. US-amerikanische Zerstörer treffen in Queenstown ein, um die Konvois mit Handelsschiffen  gegen die deutschen U-Boote zu schützen. Die Zerstörer verfügen zum Kampf gegen die U-Boote auch über Hydrophone und Wasserbomben.
In Brügge macht der Admiral seinen Offizieren wegen fehlender Versenkungserfolge Vorwürfe. Sie müssen zugeben, dass die amerikanischen Zerstörer die Handelsschiffe effektiv schützen; es ist Selbstmord, den Begleitschiffen auch nur das Sehrohr zu zeigen. Doch der Admiral lässt ihre Argumente nicht gelten: Er will Ergebnisse sehen und keine Ausreden hören.
U 24 wird von Zerstörern mittels Hydrophon geortet und mit Wasserbomben angegriffen. Stockmar ahnt, dass sein Boot, wie auch immer dies technisch machbar ist, geortet werden kann. Das Boot muss aufgrund leerer Batterien auf Grund gehen. Die Atemluft wird knapp. Durch ein Leck dringt Seewasser ein, doch kann der Einbruch gestoppt werden. Schließlich geben die Zerstörer auf und U 24 kann auftauchen.
In Brügge wird UB 166 für ein Sonderunternehmen abkommandiert. Von Hagg gibt dem Kommandanten den Befehl für einen Angriff  auf die im schottischen Scapa Flow stationierte Grand Fleet. Der Kapitän macht dem Kommandanten nichts vor: Er muss damit rechnen, nicht zurückzukehren. Britische Offiziere beobachten in der Kommandozentrale in Scapa Flow auf einer Kontrolltafel UB 166. Der Kommandant von UB 166 motiviert seine Besatzung. Sie soll an den Ruhm denken, wenn das Boot ein Schlachtschiff versenken wird. Doch das U-Boot gerät in den Seeminengürtel und explodiert.
Doch die gefährlichste britische Waffe gegen deutsche U-Boote sind „Q“-Schiffe; alte Trampdampfer und hölzerne Küstenschiffe, beladen mit falscher Fracht und getarnten Geschützen. Kapitäne wie Gordon Campbell, Harold Auten und Sanders (1883–1917) operieren getarnt als gewöhnliche Handelsschiffer.
In einer Hafenkneipe trinkt Auten mit zwei Schiffern Bier. Sie wissen, dass er mit HMS Stockforce ein Unternehmen gegen U-Boote plant. Er sucht noch Freiwillige. Auf einem Zerstörer werden Freiwillige angeworben. In einer Julinacht 1918 geht der kleine Dampfer Stockforce auf eine gewagte Mission. Zur selben Zeit wird Stockmar mit U 24 von Hagg erneut in einen Einsatz gesandt. Am 30. Juli 1918 kreuzt die Stockforce südwestlich von Start Point. Ein Seemann sucht verdeckt das Meer mit dem Fernglas ab. Auf dem Mannschaftsdeck wird geraucht, Karten gespielt und musiziert.
U 24 entdeckt den Dampfer und feuert einen Torpedo ab. Nach dem Treffer verlässt die so genannte „panic party“ das Schiff, die Kanoniere dagegen bleiben an Bord, bereit, gegen das U-Boot zu kämpfen. Die Stockforce bekommt leichte Schlagseite, stellenweise brennt das Deck. Ein weiteres Besatzungsmitglied springt auf Befehl von Auten dem Beiboot hinterher. Stockmar sieht auf der Steuerbordseite des Dampfers keine Anzeichen für eine Falle. Er will um den Bug herum gehen, um auf dessen Backbordseite zu gelangen. Stockmar ist misstrauisch, taucht aber schließlich mit U 24 auf. Auten wartet weiterhin  ab. Auch Stockmar beobachtet weiter und glaubt, dass der Dampfer langsam über das Heck sinken wird. Er will das Beiboot aufnehmen, um die Schiffspapiere zu prüfen.
Auten erfährt, dass im Maschinenraum  das Wasser schnell steigt, fordert aber seine Männer zum Aushalten aus. U 24 gleitet langsam an der Backbordseite des Dampfers entlang in Richtung Heck. Auf das Kommando „Let go!“ lässt Auten die britische Kriegsflagge auswehen. Auf U 24 herrscht Entsetzen. Die Tarnverkleidungen der Stockforce fallen, die Geschütze schwingen aus. U 24 wird sofort getroffen. Die Turmbesatzung hastet ins Boot zurück, Wasser dringt in das U-Boot ein; es beginnt zu sinken.
In anderen Regionen sind ebenfalls „Q“-Schiffe aktiv. Ein Segelschiff mit schwarzweißer Tarnbemalung brennt und sinkt: Auch viele U-Boot-Fallen werden im Kampf mit den U-Booten vernichtet.
Doch nach dem Verlust von 200 U-Booten ist die deutsche Moral erschüttert und Deutschland muss um Frieden bitten. Am 21. November 1918 ergibt sich die Hochseeflotte. In Brügge gibt von Hagg einen letzten Befehl: Die deutschen U-Boote müssen nach Harwich ausgeliefert werden. Eine britische Flottille wird sie begleiten. Von Hagg fordert seine Offiziere auf, Haltung zu bewahren. Als seine Untergebenen gegangen sind, humpelt von Hagg zu einem Porträt des Kaisers. Er sieht zu seinem ehemaligen Kriegsherrn hinauf, wendet sich ab und geht eine Treppe hinauf, während sein riesiger Schatten nach unten im Saal verschwindet.
Die deutschen U-Boote in Harwich. Deutsche Mannschaften steigen von einem Motorboot auf ein Schiff über. Zwischentitel:
The scourge of the seas lay impotent at their mooring, off Harwich. The defeat of the U-Boat campaign was complete.

## Produktionsgeschichte
Einzelheiten sind bislang (Stand 2021) nicht bekannt. Der Film entstand in Zusammenarbeit mit der Royal Navy. Ausgiebig wurde auch Dokumentarfilmmaterial verwendet. Harold Auten (1891–1964), der bereits 1919 seine Memoiren veröffentlichte, spielte sich selbst.
Außer in Großbritannien wurde der Film, soweit bekannt, nur noch in den USA, Japan und Dänemark („Dødens eskadre“) aufgeführt.

## Historischer Hintergrund
Das Gefecht zwischen U 24 und der Stockforce ist eine Nachinszenierung des Gefechts zwischen SM UB 80 unter Max Viebeg und HMS Stock Force unter Harold Auten am 30. Juli 1918. Im Gegensatz zur filmischen Darstellung entkam UB 80, obwohl getroffen, während die Stock Force auf dem Weg zur englischen Küste schließlich sank, ihre Besatzung konnte gerettet werden.(Bridgland, S. 140.)

## Kritik
Mordaunt Hall lobte den Film anlässlich der Aufführung im New Yorker „Cameo Theatre“ 1928 in seiner Rezension in der New York Times:

“… Thrilling and wonderfully realistic episodes in the campaign against the German U-boats … an expertly sketched drama of sea fighting … and although Britain emerges victorious, the courage of the rival forces is dedicated with fairness.”

„… Spannende und äußerst realistische Episoden aus der Kriegsführung gegen die deutschen U-Boote … ein realistisch dargestelltes Drama des Kampfes auf See … [und] auch wenn Großbritannien siegreich hervorging, ist die Tapferkeit der rivalisierenden Deutschen Streitkräfte fair wiedergegeben.“

## Zensur der deutschen Fassung
1929 plante die Berliner Humboldt-Film GmbH, den Film unter dem Titel Blockade, die Wahrheit über den U-Bootkrieg, aufzuführen. In einer ersten Entscheidung durch die Filmprüfstelle Berlin vom 13. November 1929 wurde die Zulassung untersagt, da der Film sowohl das Ansehen Deutschlands als auch die auswärtigen Beziehungen gefährden könne. Militärischer Gutachter war Kapitänleutnant Norbert von Baumbach vom Reichswehrministerium.
Ein Einspruch gegen diese Entscheidung scheiterte am 28. November 1929 vor der Film-Oberprüfstelle. Die Länge der vorgeführten Filmfassung betrug 2021 m. Militärischer Gutachter war auch in dieser Verhandlung von Baumbach. Vom Auswärtigen Amt war der Legationssekretär Dr. Georg von Rosen (1895–1961) hinzugezogen worden. Offenbar wurde der Film der Kommission vollständig vorgeführt, einhellig abgelehnt und die erste Zensurentscheidung des Verbots mit folgender Begründung bestätigt:
… Der Filmstreifen kennzeichnet sich als Propagandafilm für die englische Marine und gegen die deutsche Seekriegsführung, deren Unterlegenheit nachgewiesen werden soll (…) Der Bildstreifen ist entgegen der in seinem Untertitel gegebenen Verheissung weit davon entfernt, objektiv zu sein. Die Darstellung ist bewußt und gewollt einseitig (…) Der Engländer, Offizier und Mann, wird in Gefahr kühl und ruhig, weit überlegen gekennzeichnet. Die deutschen einglasbewehrten Offiziere zeigen sich ängstlich und nervös ….(Film-Oberprüfstelle Berlin v. 28. November 1929, B.24061, Deutsches Filminstitut, zitiert nach www.filmportal.de/default/files/Blockade%2CdieWahrheitüberdenU-Boot-Krieg_O.00589_1929.pdf Zugriff v. 24. Juni 2014).
Möglicherweise kam die deutsche Fassung anschließend in 1930 in Österreich unter dem Titel Helden der Untersee zur Aufführung; bekannt ist lediglich ein Filmplakat. Der Verbleib der deutschen Kopie ist nicht bekannt. Im EYE Film Instituut Nederland existiert eine rund 73 Min. lange deutsche Kopie, die auf youtube.com eingestellt und womöglich identisch mit der Fassung der Humboldt-Film GmbH ist. Blockade weicht inhaltlich deutlich von Q-Ships ab; montiert wurden unter anderem Szenen aus dem deutschen Dokumentarfilm zu Propagandazwecken Der magische Gürtel von 1917.

## Überlieferung
Eine 73-minütige Fassung von „Q-Ships“ wurde 2013 von Grapevine Video, Phoenix, AZ, auf DVD ediert.